# Миколаївський округ (РРФСР)
Миколаївський округ (рос. Николаевский округ) — адміністративно-територіальна одиниця Далекосхідного краю, що існувала в 1926—1930 роках. 
Миколаївський округ був утворений в 1926 році. Центром округу було призначене місто Миколаївськ-на-Амурі.
Спочатку округ був поділений на 7 районів: Більше-Михайлівський, Кербинський, Нижньо-Тамбовський, Миколаївський, Ольський, Охотський і Тугур-Чумуканський..
30 липня 1930 Миколаївський округ, як і більшість інших округів СРСР, був скасований. Його райони відійшли в пряме підпорядкування Далекосхідного краю.
Населення округу в 1926 році становило 35,2 тис. осіб (без іноземців, яких було 2,7 тис.). З них росіяни — 49,0%; евенки — 13,9%; нанайці — 8,1%; нівхи — 6,7%; українці — 5,0%; корейці — 3,0%; ульчі — 2,1%; якути — 2,0%; негідальці — 1,9%; ітельмени — 1,3%; татари — 1,1%.